# Pakistanische Cricket-Nationalmannschaft in England in der Saison 2020
Die Tour der pakistanischen Cricket-Nationalmannschaft nach England in der Saison 2020 fand vom 5. bis zum 25. August 2020 statt. Die internationale Cricket-Tour war Bestandteil der Internationalen Cricket-Saison 2020 und umfasste drei Tests und drei Twenty20s. Die Tests waren Teil der ICC World Test Championship 2019–2021. England gewann die Test-Serie 1–0, die Twenty20-Serie endete 1–1 unentschieden.

## Vorgeschichte
England bestritt zuvor eine Tour gegen Irland, für Pakistan ist es die erste Tour der Saison. Das letzte Aufeinandertreffen der beiden Mannschaften bei einer Tour fand in der Saison 2019 in England statt.
Ursprünglich hatte Pakistan geplant eine Tour in den Niederlanden und Irland vorgesehen, wurde aber am 22. April 2020 auf Grund der COVID-19-Pandemie auf unbestimmte Zeit verschoben. Am 2. Juni wurden die Pläne vorgestellt, wie trotz der Pandemie-Bedingungen im Vereinigten Königreich Touren in England stattfinden sollen. Unter anderem wurden als Austragungsort solche Stadien vorgestellt, die ein Hotel beinhalteten und Biosicherheit gewährleisten können, um eine Quarantänesituation während der Tour sicherzustellen. Die Spiele werden ohne Zuschauer ausgetragen. Am 6. Juli 2020 wurde die Tour bestätigt.

## Stadien
Die folgenden Stadien wurden für die Tour als Austragungsort vorgesehen und am 2. Juni 2020 bekanntgegeben.
| Stadion                     | Stadt       | Kapazität | Spiele               |
| --------------------------- | ----------- | --------- | -------------------- |
| Old Trafford Cricket Ground | Manchester  | 19.000    | 1. Test; 1. – 3. T20 |
| Ageas Bowl                  | Southampton | 6.500     | 2. & 3. Test         |

## Kaderlisten
England benannte am 29. Mai 2020 eine 55-köpfige Trainingsgruppe, die sich auf diese und die Touren des Sommers vorbereiten sollte. Am 17. Juni wurde diese Gruppe auf 30 Spieler reduziert.
Pakistan benannte zunächst einen 29-köpfigen Kader, die drei negative Tests vor der Abreise am 28. Juni vorweisen mussten. Innerhalb dieser Vorbereitung wurden zehn Spieler positiv getestet, die dann eine spätere Anreise vornahmen.
Am 17. Juni wurde diese Gruppe auf 30 Spieler reduziert, fokussierte sich jedoch vornehmlich auf die Test-Serie gegen die West Indies. Aus dieser wurde am 29. Juli der Test-Kader gegen Pakistan berufen. Der Twenty20-Kader wurde am 18. August 2020 benannt.
Pakistan benannte am 12. Juni 2020 einen 29-köpfigen Kader für die Tour. In der Folge wurden zehn Spieler positiv auf SARS-CoV-2 getestet und erst nach vorliegenden negativen Tests nachträglich nach England entsandt. Der Test-Kader wurde am 27. Juli nominiert. Der Twenty20-Kader wurde am 21. August 2020 benannt.
| Test | Test | Twenty20 | Twenty20 |
| England | Pakistan | England | Pakistan |
| --- | --- | --- | --- |
| - Joe Root (K) - Ben Stokes (VK) - James Anderson - Jofra Archer - Dom Bess - Stuart Broad - Rory Burns - Jos Buttler (wk) - Zak Crawley - Sam Curran - Ollie Pope - Ollie Robinson - Dom Sibley - Chris Woakes - Mark Wood | - Azhar Ali (K) - Babar Azam (VK) - Abid Ali - Asad Shafiq - Fawad Alam - Imam-ul-Haq - Kashif Bhatti - Mohammad Abbas - Mohammad Rizwan (wk) - Naseem Shah - Sarfaraz Ahmed (wk) - Shadab Khan - Shaheen Afridi - Shan Masood - Sohail Khan - Yasir Shah | - Eoin Morgan (K) - Moeen Ali - Jonny Bairstow - Tom Banton - Sam Billings - Tom Curran - Joe Denly - Lewis Gregory - Chris Jordan - Saqib Mahmood - Dawid Malan - Adil Rashid - Jason Roy - David Willey | - Babar Azam (K) - Fakhar Zaman - Haider Ali - Haris Rauf - Iftikhar Ahmed - Imad Wasim - Khushdil Shah - Mohammad Amir - Mohammad Hafeez - Mohammad Hasnain - Mohammad Rizwan (wk) - Naseem Shah - Sarfaraz Ahmed (wk) - Shadab Khan - Shaheen Afridi - Shoaib Malik - Wahab Riaz |

## Tour Matches
Um sich auf die Serie vorzubereiten, bestritt Pakistan zunächst Teaminterne Tour Matches.
| 11. – 12. Juli | Worcester | PCB Green 318-8d | – | PCB White 338-5d |
|                |           | Remis            |   |                  |

| 17. – 20. Juli Scorecard | Derby | Team White 249 (93.5) & 284-5 (83.4) | – | Team Green 181 (65.1) & 354-4 (88.1) |
|                          |       | Team Green gewinnt mit 6 Wickets     |   |                                      |

| 24. – 27. Juli Scorecard | Worcester | Team Green 113 (47.1) & 133-3 (48) | – | Team White 198 (78.3) |
|                          |           |                                    |   |                       |

## Tests

### Erster Test in Manchester
| 5. – 8. August Scorecard | Manchester | Pakistan 326 (109.3) & 169 (46.4) | – | England 219 (70.3) & 277-7 (82.1) |
|                          |            | England gewinnt mit 3 Wickets     |   |                                   |

Pakistan gewann den Münzwurf und entschied sich als Schlagmannschaft zu beginnen. Pakistan verlor im 16. und 19. Over mit Abid Ali und Azhar Ali seine ersten beiden Batsmen, bevor Babar Azam zusammen mit Eröffnungs-Batsman Shan Masood Pakistan auf einen Stand von 139/2 brachte. Aufgrund von Regenfällen konnten am ersten Tag nur 49 Over gespielt werden. Der zweite Tag wurde durch Shan Masood dominiert. Während Babar Azam mit 69 Runs ausschied und abseits von Shadab Khan mit 45 Runs kein pakistanischer Batsman eine zweistellige Run-Zahl erzielen konnte, blieb Shan bis zum 107 Over im Spiel und erzielte ein Century von 156 Runs. Nach 109,3 Overn fiel nach 326 Runs das letzte Wicket für Pakistan. Die besten englischen Bowler waren Stuart Broad mit 3 Wickets für 54 Runs und Jofra Archer mit 3 Wickets und 59 Runs. Bei der Antwort hatte England zunächst Probleme, als sie in den ersten 6 Overn 3 Wickets verloren. Als im 20. Over auch Kapitän Joe Root (14 Runs) gefangen wurde, waren es Ollie Pope und Jos Butler die den Tag beim Stand von 92/4 beendeten. Am dritten Tag erreichte Pope 62 und Butler 38 Runs und waren damit die erfolgreichsten Run-Scorer für England. Als das letzte Wicket nach 70,3 Overn fiel und England 219 Runs erreichte, hatten sie 107 Runs Rückstand auf Pakistan. Erfolgreichster pakistanischer Bowler war Yasir Shah mit 4 Wickets für 66 Runs. Pakistan hatte in seinem zweiten Innings nur mäßigen Erfolg, da es kein Batsman schaffte sich zu etablieren. Zunächst war es Asad Shafiq der mit 29 Runs die meisten Runs erzielte, jedoch hatte Pakistan am Ende des Tages bei 137 Runs 8 Wickets verloren. Der Morgen des vierten Tages war es Yasir Shah der mit 33 Runs in 24 Bällen Pakistan noch einmal eine deutliche Erhöhung des Ergebnisses verschaffte. Nach 46,4 Overn endete das Innings nach 169 Runs. Bester englischer Bowler war abermals Stuart Broad mit 3 Wickets für 37 Runs. England musste in seinem Innings 277 Runs erzielen um den Sieg für sich zu beanspruchen. Der erste bedeutende Beitrag wurde durch Joe Root und Dom Sibley mit einem Partnership von 64 Runs. Als der Ball von Root nach 42 Runs gefangen wurde und Ben Stokes und Ollie Pope keinen bedeutenden Beitrag leisten konnten, stand England nach 5 verlorenen Wickets bei 117 Runs. Es war das Partnership von Chris Woakes (84 Runs) und Jos Butler (75 Runs) mit 139 Runs, das England dem Sieg nahe brachte. Nachdem Butler ausgeschieden war, hatte Pakistan noch einmal Hoffnung das Spiel zu drehen, konnte dieses jedoch nicht umsetzen. Bester pakistanischer Bowler war abermals Yasir Shah mit 4 Wickets für 99 Runs. Als Player of the Match wurde Chris Woakes ausgezeichnet.

### Zweiter Test in Southampton
| 13. – 17. August Scorecard | Southampton | Pakistan 236 (91.2) | – | England 110-4 (43.1) |
|                            |             | Remis               |   |                      |

Pakistan gewann den Münzwurf und entschied sich als Schlagmannschaft zu beginnen. Pakistan verlor früh seinen Eröffnungs-Batsman Shan Masood, sein Partner Abid Ali konnte sich doch etablieren und erzielte 60 Runs, die meisten davon in einem Partnership mit Kapitän Azhar Ali, der 20 Runs erreichte. Der immer wieder durch Regenfälle unterbrochene Tag endete nach 45,4 Overn, als Babar Azam und Mohammad Rizwan am Schlag waren beim Stand von 126/5. Am zweiten Tag erreichte Azam einen ebenfalls durch Regen dominierten Tag 47 Runs. Neben Rizwan konnte sich kein anderer Spieler etablieren und als der Tag aufgrund von schlechten Lichtverhältnissen nach 40,2 gespielten Overn endete, stand Rizwan bei 60 Runs und Pakistan bei 223/9. Am dritten Tag war kein Spiel möglich, da Nieselregen den Beginn verhinderte und das Outfield so durchnässte, dass es nicht mehr abtrocknen konnte. Bei der letzten Inspektion wurde das Spiel aufgrund zu schlechter Lichtverhältnisse für den Tag für beendet erklärt. Am vierten Tag konnte das Spiel zunächst beginnen, und Rizwan schied nach insgesamt 91,2 Overn der pakistanischen Mannschaft mit 72 Runs aus, als Pakistan 236 Runs erreicht hatte. Die besten englischen Bowler des ersten Innings waren Stuart Broad mit 4 Wickets für 56 Runs und James Anderson mit 3 Wickets für 60 Runs. Englands Antwort wurde nach dem Verlust von Rory Burns im ersten Over schon nach 5 Overn aufgrund von Regenfällen unterbrochen. Das Outfield konnte nach dem Ende des Regens nicht mehr abtrocknen u, m ein Weiterspielen zu erlauben. Am fünften und letzten Tag sollte es bis zum Nachmittag dauern, bis nach Regenfällen Spielen möglich war. In der verbliebenen Zeit erreichte Zak Crawley 53 Runs und Dom Sibley 32 Runs. Das Spiel endete nach 43,1 Overn im englischen Innings beim Stand von 110/4 mit einem Remis. Bester pakistanischer Bowler war Mohammad Abbas mit 2 Wickets für 28 Runs. Das Spiel sorgte für Diskussionen über die Regelungen für schlechte Lichtverhältnisse.

### Dritter Test in Southampton
| 21. – 25. August Scorecard | Southampton | England 583-8d (154.4) | – | Pakistan 273 (93) & 187-4 (83.1) (f/o) |
|                            |             | Remis                  |   |                                        |

England gewann den Münzwurf und entschied sich als Feldmannschaft zu beginnen. In ihrem Innings hatte England es zunächst schwer. Die Eröffnungs-Batsman fielen schnell und nachdem Oli Pope und Joe Root früh ihre Wickets verloren stand es nach 39 Overn 127/4. Es war Zac Crowley, der als Nummer drei ins Spiel gekommen war, der nun mit Jos Buttler den Tag dominierte. Crawley erzielte sein erstes Test-Century überhaupt und am Tagesende stand er bei 171* und Butler bei 87* Runs bei einem Gesamtstand von 332/4. Der zweite Tag begann mit Regenunterbrechungen und die Batsman hatte zunächst Schwierigkeiten ins Spiel zu finden. In der Nachmittagssession verlor dann Crawley nach 267 Runs sein Wicket nach einem Ball von Asad Shafiq, der bisher in diesem Innings kaum gebowlt hatte. Damit endete die Einstellung für das sechsthöchste Partnership Englands (359 Runs), deren höchstes für das fünfte Wicket und Crawley hatte die zehnt-höchste Run-Zahl in einem Innings eines Engländers geschafft. Im weiteren Verlauf wurde Butler's Ball nach 152 Runs gefangen und Chris Woakes erzielte noch 40 Runs. Als England in der letzten Session des Tages, nachdem auch Stuart Broad sein Wicket verlor, deklarierte, stand es 583/8 nach 154,4 Overn. Beste pakistanische Bowler waren mit jeweils zwei Wickets Fawad Alam (für 46 Runs), Shaheen Shah Afridi (für 121 Runs) und Yasir Shah (für 173 Runs). In den verbleibenden 11 Over konnte James Anderson drei Wickets erzielen und Pakistan beendete den Tag bei einem Stand von 24/3. Am dritten Tag gab es nach einem frühen Wicket abermals Regen in der Session am Morgen. Nach dem Lunch konnte England noch ein weiteres Wicket erzielen, bevor der bereits etablierte Kapitän Azhar Ali zusammen mit Mohammad Rizwan ein Partnership von 138 Runs erzielen konnten. Rizwan erzielte in diesem 53 Runs und Ali konnte sich auch nach dessen Ausscheiden bis zum Ende des Innings halten. Er erzielte insgesamt 141 Runs während das englische Feldspiel durch viele Fehler geprägt war. Das Innings endete nach 273 Runs nach 93 Overn. Bester Bowler der englischen Mannschaft war James Anderson mit 5 Wicket für 56 Runs. England forderte das Follow-On ein, doch das pakistanische Innings konnte aufgrund schlechter Lichtverhältnisse nicht mehr gestartet werden. Der vierte Tag war wieder von schlechten Wetterverhältnissen geprägt. Am Morgen waren 18 Over möglich, bevor es erst zu schlechten Lichtverhältnissen und dann zu starken Regenfällen kam. Nach dem Lunch war das Feld so nass, dass es zu weiteren Verzögerungen kam. Erst am Nachmittag ging es weiter, aber England gelang es nur zwei Wickets zu erzielen, während Abid Ali 42 Runs erzielte und so maßgeblich zum Stand von 100/2 am Tagesende beitrug. Am letzten Tag stand James Anderson im Mittelpunkt, der noch ein Wicket benötigte, um als erster Seam Bowler und als vierter Bowler überhaupt 600 Wickets zu erzielen. Der Tag begann abermals mit Regenfällen und einem nassen Spielfeld, so dass erst nach dem Tea gespielt werden konnte. Nach insgesamt 61,2 Overn gelang James Anderson sein Wicket, als er Azhar Ali aus dem Spiel nahm. Barbar Azam konnte in der Folge 63 Runs erzielen und das Spiel endete nach 83 Overn für Pakistan beim Stand von 187/4 im Remis. Bester englischer Bowler war James Anderson mit 2 Wicket für 45 Runs. Spieler des Spiels war Zak Crawley.

## Twenty20 Internationals

### Erstes Twenty20 in Manchester
| 28. August Scorecard | Manchester | England 131-6 (16.1) | – | Pakistan |
|                      |            | No Result            |   |          |

Pakistan gewann den Münzwurf und entschied sich als Feldmannschaft zu beginnen. Im englischen Innings war es Tom Benton, der zunächst mit Dawid Malan (23 Runs) und dann mit Kapitän Eoin Morgan (14 Runs) die Runs erzielte. Als Benton, der mit 71 Runs sein erstes Half-Century erzielte, beim Stand von 109/3 sein Wicket verlor, konnten die verbliebenen englischen Spieler keinen großen Beitrag mehr leisten. Beim Stand von 131/6 und 16,1 Overn setzten Regenfälle ein und als keine Besserung der Bedingungen mehr zu erwarten war, wurde das Spiel mit einem No Result abgebrochen. Die besten pakistanischen Bowler waren Imad Wasim mit 2 Wickets für 31 Runs und Shadab Khan mit 2 Wickets für 33 Runs.

### Zweiter Twenty20 in Manchester
| 30. August Scorecard | Manchester | Pakistan 195-4 (20)           | – | England 199-5 (19.1) |
|                      |            | England gewinnt mit 5 Wickets |   |                      |

England gewann den Münzwurf und entschied sich als Feldmannschaft zu beginnen. Pakistan begann mit einem Partnership über 72 Runs zwischen Barbar Azam und Fakhar Zaman. Als Zaman nach 36 Runs fiel, folgte ein 40-Run-Partnership zwischen Azam und Mohammad Hafeez. Azam erzielte insgesamt 56 Runs und Hafeez konnte bis zum Ende des Innings insgesamt 69 Runs erzielen. In den 20 Overn erzielte Pakistan 195/4. Bester englischer Bowler war Adil Rashid mit 2 Wickets für 32 Runs. Englands Antwort startete mit einem 66 Run Partnership von Jonny Bairstow (44 Runs) und Tom Banton (22 Runs). Als beide durch Shadab Khan in zwei Bällen im siebten Over entfernt wurden, waren es Eoin Morgan und Dawid Malan, die mit einem 112-Run-Partnership das Spiel entschieden. Morgan schied im 17. Over mit 66 Runs aus, Malan erreichte mit 54 Runs ein Fifty. Im letzten Over konnte England die Vorgabe Pakistans mit 199/5 erreichen. Bester pakistanischer Bowler war Shadab Khan mit 3 Wickets und 34 Runs. Als Man of the Match wurde Eoin Morgan ausgezeichnet. Es war das erste Spiel Englands seit 1999, das die BBC übertrug, und das erste Live-Spiel seit 2005, das im Vereinigten Königreich im frei empfangbaren Fernsehen gezeigt wurde.

### Dritter Twenty20 in Manchester
| 1. September Scorecard | Manchester | Pakistan 190-4 (20)         | – | England 185-8 (20) |
|                        |            | Pakistan gewinnt mit 5 Runs |   |                    |

England gewann den Münzwurf und entschied sich als Feldmannschaft zu beginnen. Pakistan begann mit Barbar Azam (20 Runs), der zunächst mit Haider Ali zusammen eine 30 Run Partnerschaft aufbaute. Nachdem Azam ausgeschieden war, war es Ali, der zusammen mit Mahammad Hafeez 100 Runs erzielte. Ali kam insgesamt zu 54 Runs und Hafeez zum Innings-Ende zu 86. Nach 20 Overn hatten sie einen Stand von 190/4 erreicht. Bester englischer Bowler war Chris Jordan mit 2 Wickets für 29 Runs. Die englische Antwort war zunächst geprägt von Tom Banton, der 46 Runs erzielte, jedoch verlor England früh mehrere Wickets. Beim Stand von 69/4 nach 7,5 Overn schied auch Banton aus und es war Moeen Ali der mit 61 Runs bis zum 18,5 Over England die Möglichkeit zum Erreichen des Ziels bot. In den letzten zwei Bällen war fehlten England 12 Runs, und Tom Curran hatte die Möglichkeit, mit zwei 6ern das Ziel zu erreichen. Den ersten Ball schlug er außerhalb der Begrenzung, konnte jedoch aus dem letzten Ball keinen Run erzielen und so verlor England mit 5 Runs. Beste pakistanische Bowler waren Wahab Riaz mit 2 Wickets für 26 Runs und Shaheen Shah Afridi mit 2 Wickets für 28 Runs.

## Statistiken
Die folgenden Cricketstatistiken wurden bei dieser Tour erzielt.

### Tests
| Tests               | Tests      | Tests   | Tests   | Tests   | Tests   | Tests   | Tests   | Tests   |
| Batting             | Batting    | Batting | Batting | Batting | Batting | Batting | Batting | Batting |
| Spieler             | Mannschaft | Spiele  | Innings | Runs    | Average | HS      | 100s    | 50s     |
| ------------------- | ---------- | ------- | ------- | ------- | ------- | ------- | ------- | ------- |
| Zac Crawley         | England    | 2       | 2       | 320     | 160,00  | 267     | 1       | 1       |
| Jos Butler          | England    | 3       | 4       | 265     | 88,33   | 152     | 1       | 1       |
| Azhar Ali           | Pakistan   | 3       | 5       | 210     | 52,50   | 141*    | 1       | 0       |
| Barbar Azam         | Pakistan   | 3       | 5       | 195     | 48,75   | 69      | 0       | 2       |
| Shan Masood         | Pakistan   | 3       | 4       | 179     | 35,80   | 156     | 1       | 0       |
| Bowling             |            |         |         |         |         |         |         |         |
| Spieler             | Mannschaft | Spiele  | Overs   | Wickets | Average | BBI     | 5W      | 10W     |
| Stuart Broad        | England    | 3       | 94.0    | 13      | 16,46   | 4/56    | 0       | 0       |
| James Anderson      | England    | 3       | 97.0    | 11      | 23,45   | 5/56    | 1       | 0       |
| Yasir Shah          | Pakistan   | 3       | 98.0    | 11      | 33,45   | 4/66    | 0       | 0       |
| Chris Woakes        | England    | 3       | 67.0    | 6       | 27,50   | 2/11    | 0       | 0       |
| Mohammad Abbas      | Pakistan   | 3       | 78.0    | 5       | 35,90   | 2/28    | 0       | 0       |
| Shaheen Shah Afridi | Pakistan   | 3       | 76.5    | 5       | 51,60   | 2/121   | 0       | 0       |

### Twenty20
| Twenty20            | Twenty20   | Twenty20 | Twenty20 | Twenty20 | Twenty20 | Twenty20 | Twenty20 | Twenty20 |
| Batting             | Batting    | Batting  | Batting  | Batting  | Batting  | Batting  | Batting  | Batting  |
| Spieler             | Mannschaft | Spiele   | Innings  | Runs     | Average  | HS       | 100s     | 50s      |
| ------------------- | ---------- | -------- | -------- | -------- | -------- | -------- | -------- | -------- |
| Mohammad Hafeez     | Pakistan   | 3        | 2        | 155      | 155,00   | 86*      | 0        | 2        |
| Tom Banton          | England    | 3        | 3        | 137      | 45,66    | 71       | 0        | 1        |
| Eoin Morgan         | England    | 3        | 3        | 90       | 30,00    | 66       | 0        | 1        |
| Dawid Malan         | England    | 3        | 3        | 84       | 42,00    | 54*      | 0        | 1        |
| Barbar Azam         | Pakistan   | 3        | 3        | 77       | 38,50    | 56       | 0        | 1        |
| Bowling             |            |          |          |          |          |          |          |          |
| Spieler             | Mannschaft | Spiele   | Overs    | Wickets  | Average  | BBI      | 5W       | 10W      |
| Shadab Khan         | Pakistan   | 3        | 12.0     | 5        | 23,00    | 3/34     | 0        | 0        |
| Chris Jordan        | England    | 3        | 8.0      | 3        | 23,33    | 2/29     | 0        | 0        |
| Imad Wasim          | Pakistan   | 3        | 11.0     | 3        | 32,00    | 2/31     | 0        | 0        |
| Haris Rauf          | Pakistan   | 3        | 11.0     | 3        | 35,66    | 2/34     | 0        | 0        |
| Wahab Riaz          | Pakistan   | 1        | 4.0      | 2        | 13,00    | 2/26     | 0        | 0        |
| Adil Rashid         | England    | 3        | 7.0      | 2        | 36,00    | 2/32     | 0        | 0        |
| Tom Curran          | England    | 3        | 8.0      | 2        | 39,00    | 1/32     | 0        | 0        |
| Shaheen Shah Afridi | Pakistan   | 3        | 9.1      | 2        | 41,00    | 2/28     | 0        | 0        |

## Auszeichnungen

### Player of the Series
Als Player of the Series wurden der folgende Spieler ausgezeichnet.
| Serie    | Player of the Series         |
| -------- | ---------------------------- |
| Test     | Jos Butler & Mohammad Rizwan |
| Twenty20 | Mohammad Hafeez              |

### Player of the Match
Als Player of the Match wurden die folgenden Spieler ausgezeichnet.
| Spiel       | Player of the Match |
| ----------- | ------------------- |
| 1. Test     | Chris Woakes        |
| 2. Test     | Mohammad Rizwan     |
| 3. Test     | Zak Crawley         |
| 1. Twenty20 | –                   |
| 2. Twenty20 | Eoin Morgan         |
| 3. Twenty20 | Mohammad Hafeez     |